# Chhampi
Chhampi – gaun wikas samiti w środkowej części Nepalu w strefie Bagmati w dystrykcie Lalitpur. Według nepalskiego spisu powszechnego z 2001 roku liczył on 868 gospodarstw domowych i 4192 mieszkańców (2124 kobiet i 2068 mężczyzn).